# 타이 달라 사인
타이론 윌리엄 그리핀 주니어(Tyrone William Griffin, Jr., 1982년 4월 13일 ~ )는 흔히 타이 달라 사인 (Ty Dolla Sign, 흔히 Ty Dolla $ign 혹은 Ty$로 씀)으로 불리는 미국의 가수이다.

## 음반 목록
정규 앨범
- Free TC (2015)
- Beach House 3 (2017)
- Featuring Ty Dolla Sign (2020)

## 출연 목록
영화
- 엔터갤럭틱 (2022) - 카이 역